# 瓦沙罗什瑙梅尼区
瓦沙罗什瑙梅尼区（匈牙利語：Vásárosnaményi járás），是匈牙利索博尔奇-索特马尔-拜赖格州的一个区，总面积617.94平方公里，总人口35,323人（2011年），人口密度57人/平方公里。中心城市为瓦沙羅什瑙梅尼。

## 市镇
瓦沙罗什瑙梅尼区包含两个城镇、一个大村和25个村庄。